# Кабанское (Челябинская область)
Кабанское — село в Каслинском районе Челябинской области России. Входит в состав Багарякского сельского поселения. 

## Географическое положение
Село Кабанское муниципального образования «Каслинский район» находится на берегу Кабаньего озера, примерно в 64 километрах к северо-востоку от районного центра, города Касли, на высоте 175 метров над уровнем моря. Село расположено вокруг Кабаньего озера, которое с каждым годом мелеет и из-за негодностью воды в озере и в колодцах для питья, жители пользуются водой из реки Багаряк, расположенной в 3-х километрах от села.

## История села
Первым поселенцем был рыболов Вахрушев, выходец из деревни Давыдовой Огневского прихода. Вблиз Вахрушева поселились и другие рыболовы. Название селение получило от кабанов, которые во множестве водились в то отдаленное время в камыше и тальнике около озера.
В начале XX века сельчане были все православные, а главным занятием их было хлебопашество и работа на железных рудниках, находящихся от села в 5 верстах на башкирской земле, которая являлось предметом постоянных пререканий между русскими и башкирами.

## Церковь Сошествия Духа Святого и Иоанна Предтечи
До 1883 года деревня была приписана сначала к Багарякскому, потом Полдневскому и, наконец, Зотинскому приходам. В 1883 году была построена церковь во имя Сошествия Святого Духа на Апостолов и Крестителя Господня Иоанна Предтечи.

## Население
| 2002 | 2010 |
| ---- | ---- |
| 57   | ↘33  |

По данным Всероссийской переписи, в 2010 году численность населения села составляла 33 человека (13 мужчин и 20 женщин).

## Улицы
Уличная сеть села состоит из одной улицы (ул. Центральная).